# إعطاء الأمان
إعطاء الأمان هو تصرف عرفته العرب قبل وبعد الإسلام في الحروب، وأصبح بعدها متداولًا خاصةً في الفتن والحروب الداخلية بين المسلمين عربًا وعجمًا كونه عنصرًا ثقافيًًّا لا يعرفه الأقوام الأخرى. وإعطاء الأمان هو كلمة ضامنة بأن لا يمس المُعطى مكروه.

## أمثلة
- يُذكر بأن عبيد الله بن أبيه، عرض على مسلم بن عقيل، الأمان والمال شرط أن يُبايع يزيد بن معاوية، ويخرج من طاعة الحسين بن علي، ولكن مسلمًا قد رفض.[1]